# Grenier de Chèvremont
Le grenier de Chèvremont est un imposant grenier municipal construit à Metz en 1457 et surmonté de créneaux.

## Contexte historique
La bourgeoisie de Metz s’enrichissant, elle fait de la cité une république oligarchique brillante. Les XIIIe et XIVe siècles constituent l’une des périodes les plus prospères dans l’histoire de Metz, qui compte alors près de 30 000 habitants, soit la plus grande concentration urbaine de Lorraine. Ses foires sont très fréquentées et sa monnaie, la première de la région jusqu’en 1300, est acceptée dans toute l’Europe. Pour assurer la prospérité des citains, de nombreux greniers et entrepôts sont nécessaires.

## Construction et aménagements
Le grenier de Chèvremont est construit par la cité messine vers 1457. Comme les autres greniers de la cité médiévale et les hôtels particuliers de l’époque, le grenier de Chèvremont est doté de « murs-écrans », surmontés de merlons. Son aspect géométrique est renforcé par le percement strict des fenêtres, alignées en série sur ses façades. Ses façades et son agencement intérieur sont très bien conservés. Le rez-de-chaussée, divisé en quatre travées, repose sur des arcades en plein cintre. Ce niveau était ouvert à l’origine sur une cour intérieure, formée avec les bâtiments voisins. Les quatre étages, soutenus par de forts piliers à l’aplomb des arcades, sont conçus pour le stockage. Un maillage de poutres de chêne, au niveau des planchers, assure la stabilité de l’ensemble. Un large contrefort, ajouté en 1536, soutient le grenier du côté de la rue basse à l’ouest.

## Affectations successives
Conçu d’abord pour servir d’arsenal, le bâtiment est transformé en grenier à céréales dès la fin du XVe siècle. Il sert ensuite d’entrepôt pour la ville. Comme son nom l’indique, l’usage du bâtiment fut pendant longtemps utilitaire. Le grenier de Chèvremont est aujourd’hui partie intégrante des musées de Metz, dont il abrite, au niveau de la cour, une galerie dédiée à la statuaire religieuse lorraine.
Le grenier fait l’objet d’un classement au titre des monuments historiques depuis le 27 décembre 1924.

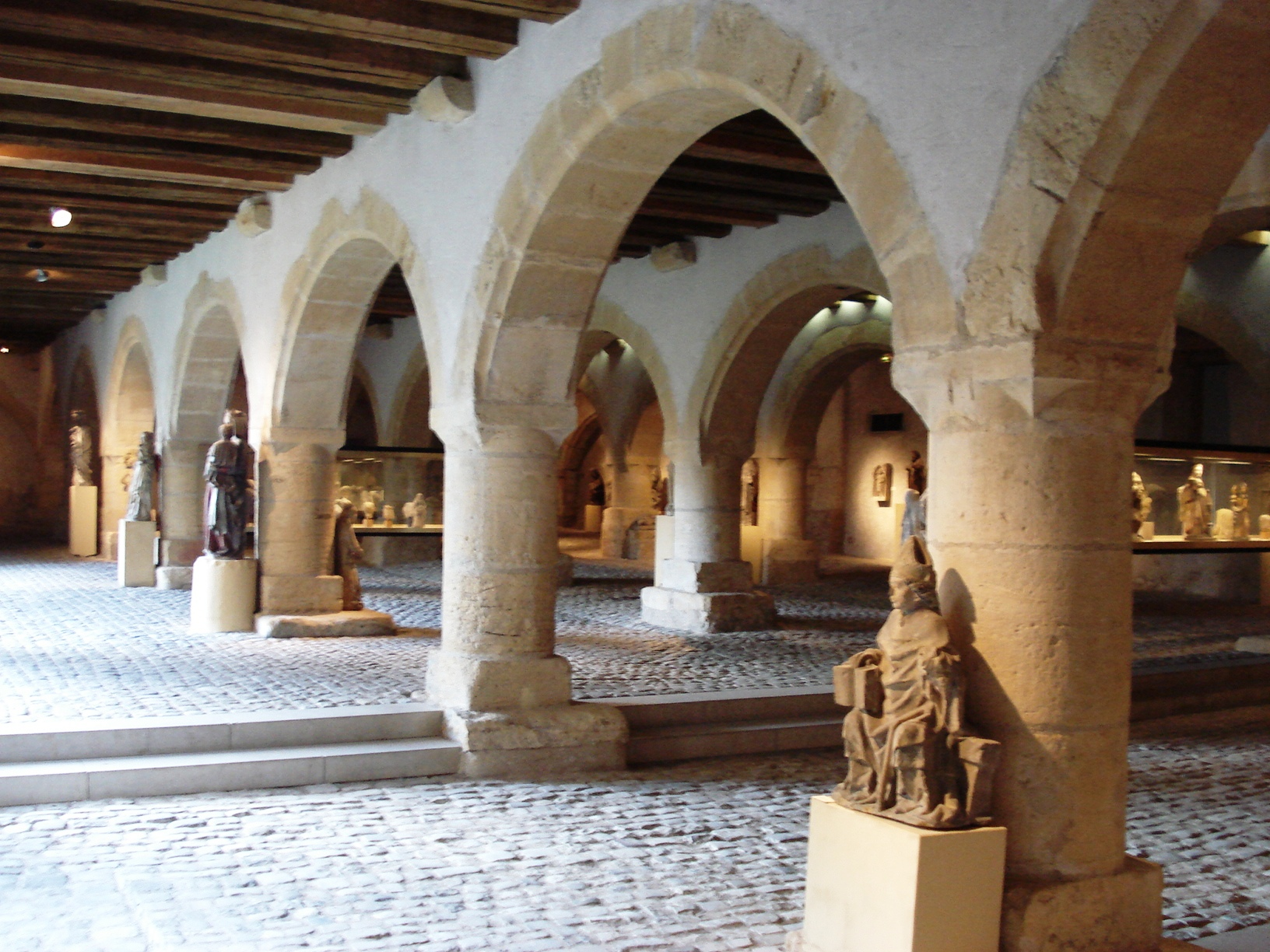
Rez-de-chaussée.
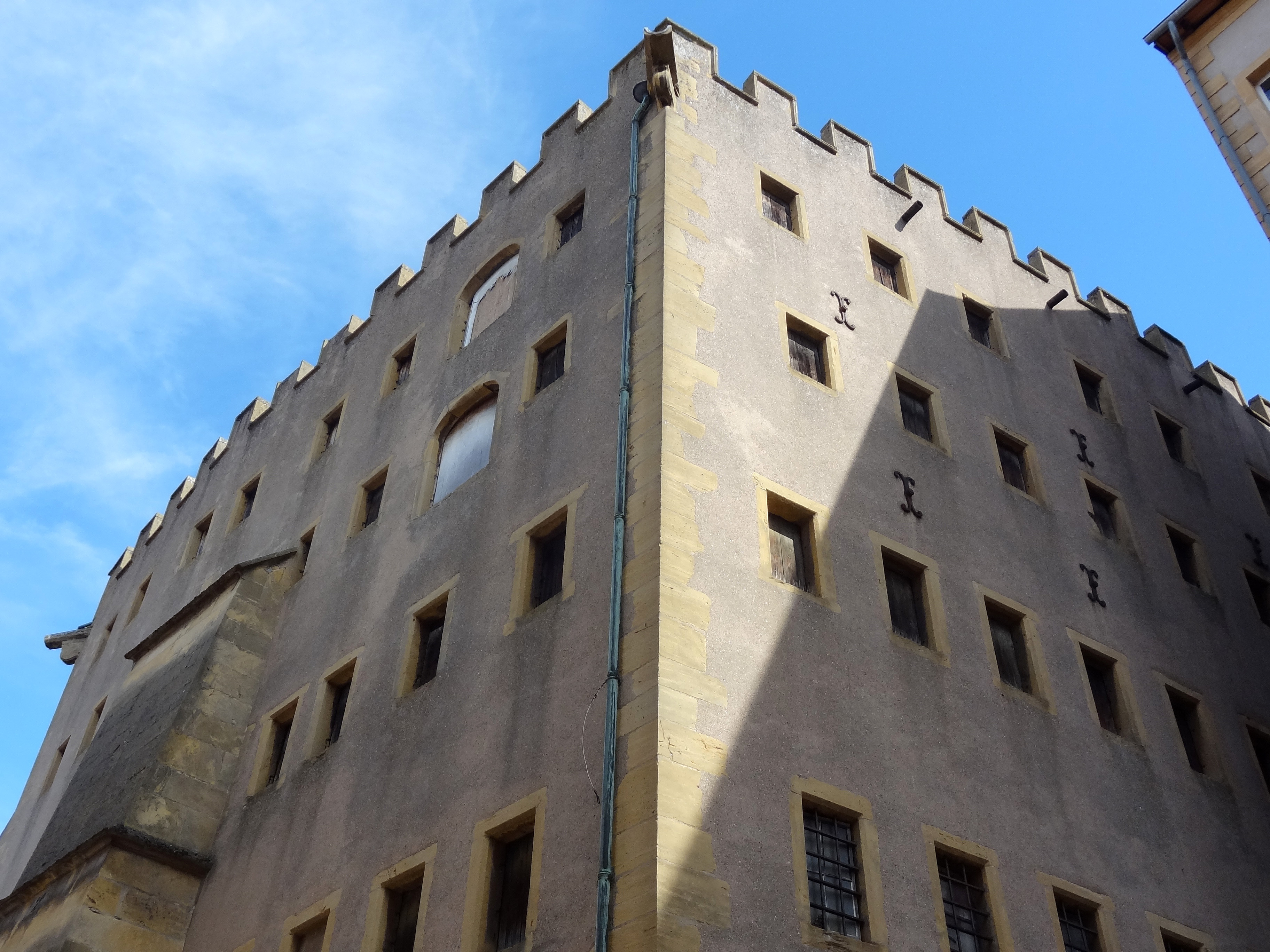
Façade sud-ouest ; haut du contrefort du XVIe siècle en bas à gauche.
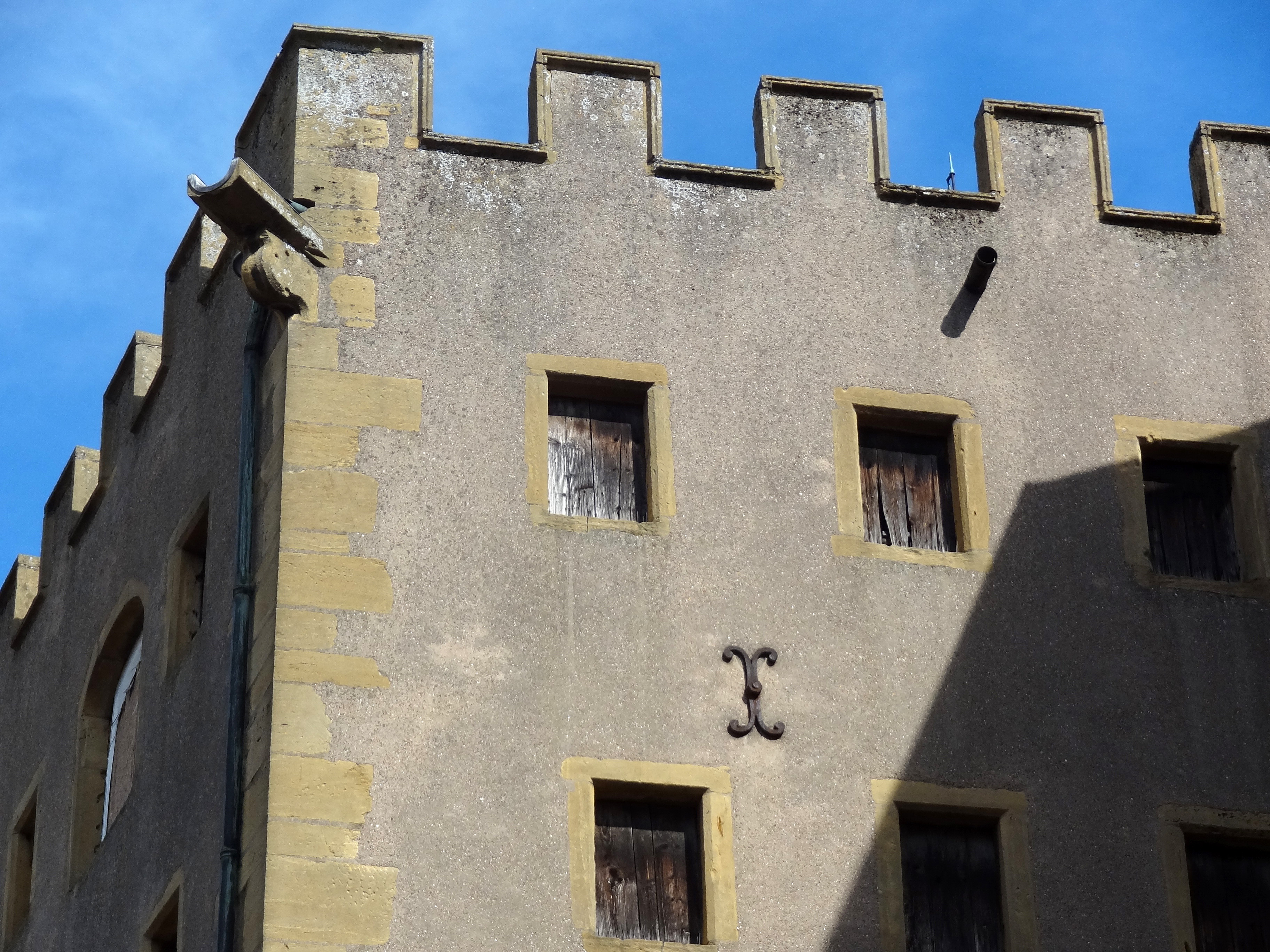
Détail de la façade sud-ouest
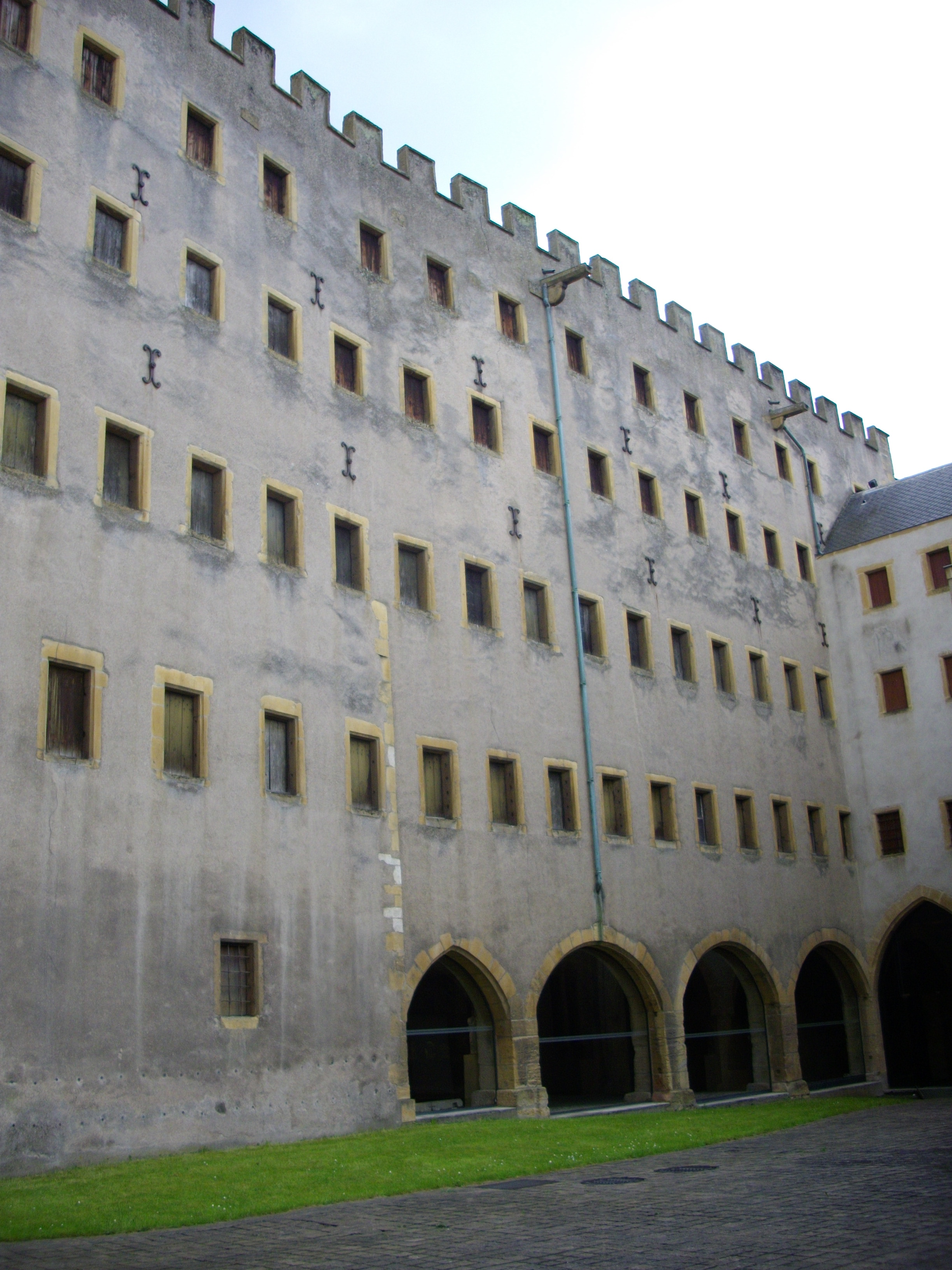
Vue depuis la cour du Musée de la Cour d'Or